# 鬚鯨
鬚鯨小目（學名：Mysticeti）是現生鯨類的兩大演化支之一，口內無齒，上頜有簾幕般的角質鯨鬚，濾食成群的小型動物，主要為磷蝦等甲殼類，兼食小魚和貝類，食物直接吞入腹中，不加以咀嚼。頭頂偏後處有一對噴氣鼻孔。通常喜歡棲息於高緯度的低溫海域，但雌性在冬春季節會遷徙到赤道附近分娩，在此過程中可數月不進食，以其肥厚的脂肪儲備為能量來源。
鬚鯨由3400萬年前原始的齒鯨分化而來，現存4科約15種，包括藍鯨、長鬚鯨、露脊鯨、大翅鯨、灰鯨等。它們的體型遠比齒鯨還大，而且雌性體型大於雄性。鬚鯨中最小的小露脊鯨體長超過5米，體重約3噸，而最大的藍鯨更是世界上最大的動物，可達33米長，約200噸重。鬚鯨也是壽命最長的一類哺乳動物，據信部分種類能活100年以上。
鬚鯨因其肉、脂肪和鯨鬚的經濟價值而被人類捕殺，同時受到海洋污染的威脅。

## 下級分類

### 綜述

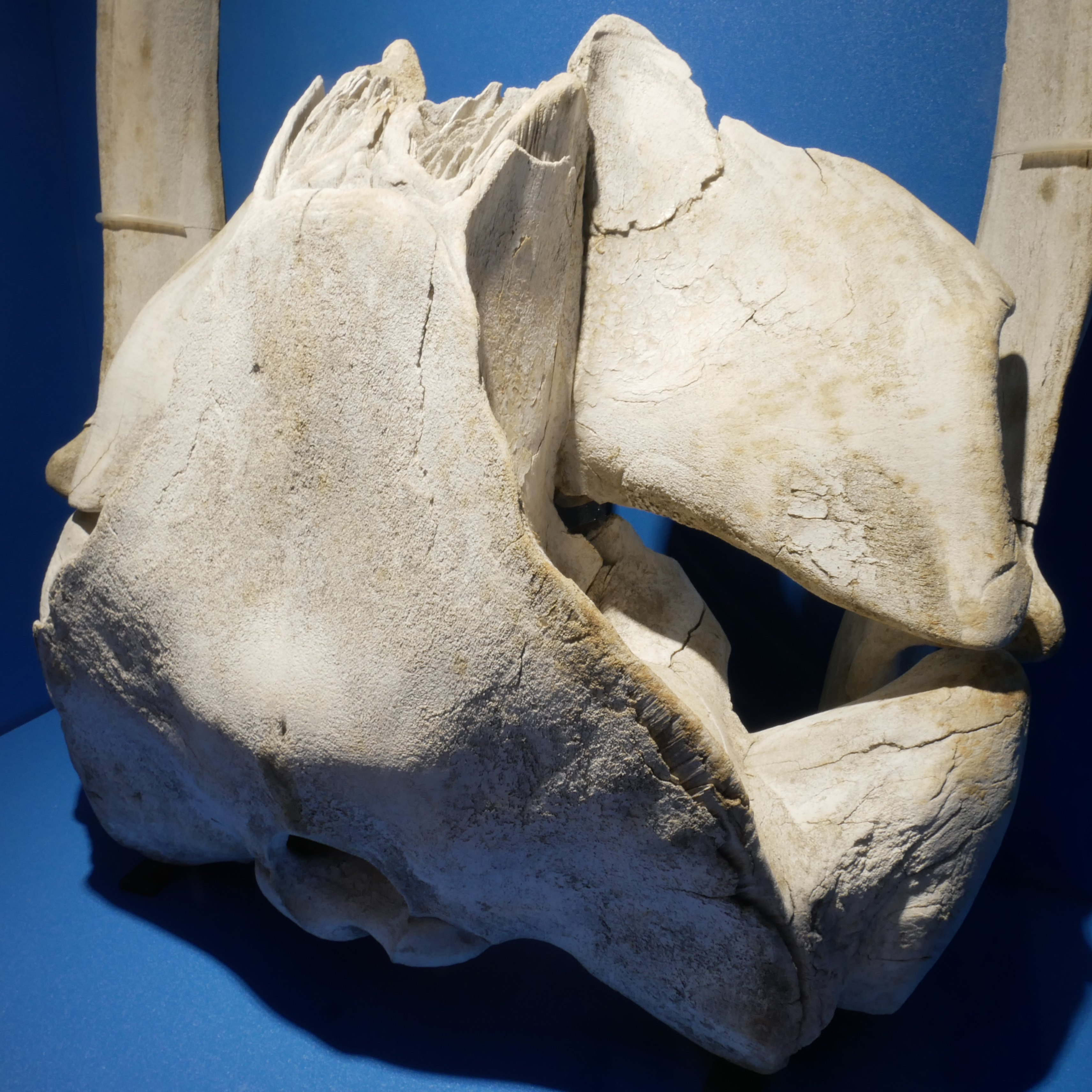
小鬚鯨頭骨

鬚鯨現存約15種，分屬4科：露脊鯨科、新鬚鯨科、灰鯨科、鬚鯨科。
露脊鯨科 曾被認為只有1個屬，直到21世紀初的研究報告稱，弓頭鯨和露脊鯨在頭骨形狀和系統發育上有差異，因此分為露脊鯨屬和弓頭鯨屬。露脊鯨屬現被劃為3種，據美國學者Rosenbaum等人所做的一項研究，北太平洋露脊鯨和南露脊鯨的親緣關係比和北大西洋露脊鯨更為密切。
新鬚鯨科僅存小露脊鯨1種。最初的描述可追溯至1840年代，因骨骼和鯨鬚板類似露脊鯨，被認為是一種小型的露脊鯨屬。1864年在另一個標本的頭骨被發現後，學者將其單列為一屬。1870年又被歸為獨立的 小露脊鯨科。儘管名為“露脊鯨”，但小露脊鯨具有背鰭，且在基因上更接近 鬚鯨科 與 灰鯨科。2012年發表的一項基於骨骼結構的研究，將小露脊鯨歸入曾被認為已完全滅絕的新鬚鯨科（Cetotheriidae），成為該科唯一現存的物種，小露脊鯨科 則被降級為 新鬚鯨科 的亞科，但海洋哺乳動物學會目前仍將 小露脊鯨科 作為一個有效的分類階元保留。
鬚鯨科 現存8至9種，暫分為2屬，即鬚鯨屬的長鬚鯨、小須鯨、南極小須鯨、藍鯨、角島鯨、塞鯨、布氏鲸和艾氏鯨（也被歸為布氏鯨的亞種），以及大翅鯨屬的大翅鯨。2012年美國學者 Alexandre Hassanin 等人根據系統發育研究，建議將現代鬚鯨科劃為4屬，除 大翅鯨屬 保持不變外，傳統的 鬚鯨屬 僅包含長須鯨1種，而2種小須鯨劃歸新屬“Pterobalaena”，其他幾種鬚鯨則置於另一新屬“Rorqualus”。
灰鯨科僅灰鯨1種。根據系統發育關係，灰鯨是屬於單獨的灰鯨科還是應歸為鬚鯨科仍有爭議。

### 列表
本列表自鬚鯨小目 Mysticeti 往下逐級顯示，具體到科級，科級位置未定者，具體到屬級。符號“†”表示已滅絕。
- †未定属 Coronodon
- †艾什欧鲸科 Aetiocetidae
- †科 Llanocetidae
- †乳齿鲸科 Mammalodontidae
- †齿须鲸科 Mystacodontidae
- 无齿须鲸类 Chaeomysticeti
  - †Chaeomysticeti Mitchell 1989[9]
  - †古咽鲸属 Horopeta
  - †未定属 Sitsqwayk
  - †未定属 Whakakai
  - †始须鲸总科 Eomysticetoidea
    - †科 Cetotheriopsidae
    - †始须鲸科 Eomysticetidae

  - 露脊鲸形类 Balaenomorpha
    - 露脊鲸总科 Balaenoidea
      - 露脊鲸科 Balaenidae

    - 演化支 Thalassotherii
      - †未定属 Hibacetus
      - †未定属 Isocetus
      - †未定属 Parietobalaena
      - †未定属 Isanacetus
      - †未定属 Mauicetus
      - †未定属 Pinocetus
      - †未定属 Taikicetus
      - †未定属 Tiphyocetus
      - †未定属 Uranocetus
      - †安格罗鲸科 Aglaocetidae
      - †蒂奥鲸科 Diorocetidae
      - †佩罗鲸科 Pelocetidae
      - †科 Tranatocetidae
      - 鲸兽鲸科 Cetotheriidae（除小露脊鲸屬外的所有物种均已灭绝）
      - 新须鲸科 Neobalaenidae（另一分类法为鲸兽鲸科的亚科）

    - 须鲸总科 Balaenopteroidea
      - †始须鲸属 Eobalaenoptera
      - 须鲸科 Balaenopteridae
      - 灰鲸科 Eschrichtiidae